# Gandaki (reka)
Reka Gandaki (znana tudi kot Naradžani in Gandak) je ena največjih rek v Nepalu in levi pritok Gangesa v Indiji. V Nepalu je reka znana po globoki soteski skozi Himalajo. Ima skupno površino 46.300 kvadratnih kilometrov, največ v Nepalu. V porečju so tudi tri od 14 gora na svetu, ki presegajo 8000 metrov, Dhaulagiri, Manaslu in Anapurna I. Dhaulagiri je najvišja točka kotline reke Gandaki. Leži med podobnim sistemom reke Koši na vzhodu in sistemom reke Karnali na zahodu.

## Potek

### Nepal
Izvir reke Kali Gandaki je na meji s Tibetom na nadmorski višini 6268 metrov na ledeniku Nhubine Himal v regiji Mustang v Nepalu. 
Glavni tok se na nekaterih zemljevidih imenuje Čhuama Khola, nato pa tudi Lo Manthangu, Nhičung Khola ali Čoro Khola. Kali Gandaki teče proti jugozahodu (z imenom Mustang Khola na starih, zastarelih zemljevidih) skozi sotesko, globok kanjon, pred razširitvijo pri jekleni brvi v Čeleju, kjer del njenega toka teče skozi skalni predor in od tu dalje se na vseh zemljevidih imenuje Kali Gandaki. V Kagbeni se glavni pritok imenovan Johng Khola, Kak Khola ali Krišnaa spušča iz Muktinatha. 
Reka nato teče proti jugu skozi strmo sotesko, znano kot soteska Kali Gandaki ali Andha Galči, med gorovjem Dhaulagiri (8167 metrov) na zahodu in Anapurno (višina 8091 metrov) na vzhodu. Če globino kanjona merimo z razliko med višino reke in višino najvišjih vrhov na obeh straneh, je ta soteska najgloblja na svetu. Del reke neposredno med Dhaulagirijem in Anapurno I, v dolžini 7 km  navzdol od Tukučeja, je na nadmorski višini 2520 metrov , kar je 5571 metrov nižje od Anapurne I. Reka je starejša od Himalaje. Ker tektonska aktivnost zvišuje višino gora, se je reka vrezala skozi ta dvig.
Južno od soteske se reki pridružijo Rahughat Khola pri Galešvorju, Mjagdi Khola pri Beniju, Modi Khola blizu Kušme in Badigaad pri Rudrabeni nad Ridi Bazaarjem. Reka se nato obrne na vzhod, teče vzdolž severnega roba gorovja Mahabharat. Največji hidroelektrični projekt v Nepalu je ob tem delu reke. Reki Kali Gandaki, ki se ponovno obrne na jug in se prebije skozi Mahabharat, se nato pridruži večji pritok Trišuli v Devighatu, ki je večji od Kali Gandaki. Gandaki se nato pridruži Vzhodna reka Rapti, ki odmaka notranjo dolino Tarai, znano kot dolina Čitvan. Gandaki nato prečka najbolj obrobna vznožja Himalaje - hribovje Sivalik - v ravnico Tarai v Nepalu. Od Devighata reka teče jugozahodno od mesta Gaindakot. Kasneje zavije nazaj proti jugovzhodu, ko vstopa v Indijo, kjer se imenuje Gandak.
Pod Gaindakotom je reka znana kot Narayani ali Sapt Gandaki ('Sedem Gandakijev'), za sedem pritokov, ki izvirajo v Himalaji ali na severu vzdolž razvodnice Ganges-Brahmaputra. To so Kali Gandaki, reka Trišuli in pet glavnih pritokov Trišulija, znanih kot Daraudi, Seti, Madi, Marsjandi in Budhi Gandaki.

### Indija
Vstopna točka reke na indo-nepalski meji je tudi sotočje, ki se imenuje Triveni z rekami Pačnad in Sonha, ki se spuščata iz Nepala. Reka Pandai priteče v Bihar (Indija) iz Nepala na vzhodnem koncu narodnega parka Valmiki in sreča Masan. Gandak teče proti jugovzhodu 300 kilometrov čez Gangeško ravnino države Bihar preko zahodnih okrožij Champaran, Gopalganj, Saran in Muzaffarpur. Združi se z Gangesom blizu Patne, levo od Hajipurja pri Sonpurju (znan tudi kot Harihar Kshetra). Porečje v Indiji je veliko 7620 kvadratnih kilometrov.
Od izhoda iz najbolj obrobnih obronkov Sivaliksa do Gangesa je Gandak zgradil ogromen aluvialni stožec, ki ga sestavljajo vzhodni Uttar Pradeš in severozahodni Bihar v srednjih Gangeških ravnicah . Aluvialni stožec je sestavljen iz sedimentov, ki so bili erodirani zaradi hitro vzpenjajoče Himalaje. Struga reke nad to strukturo se stalno spreminja.

## Ledeniki, ledeniška jezera in poplave ledeniških jezer
V porečju reke Gandaki je 1025 ledenikov in 338 jezer. Ti bistveno prispevajo k vodnatosti reke.
Ledeniška jezera, ki so med najbolj nevarnimi značilnostmi visokih gora, se običajno oblikujejo za jezovi morenskih ostankov, ki so jih pustili umikajoči se ledeniki, trend, ki ga opazimo po vsem svetu. Čeprav se v Nepalu že več desetletij pojavljajo dogodki izlivanja ledeniškega jezera, je izliv ledenika Dig Tsho, ki se je zgodil leta 1985, sprožil podrobno študijo tega pojava. Leta 1996 je sekretariat komisije za vode in energijo iz Nepala poročal, da je pet jezer potencialno nevarnih in sicer Dig Tšo, Imja, Spodnji Barun, Tšo Rolpa in Thulagi, ki ležijo nad 4100 metri. Nedavna študija, ki sta jo izvedla ICIMOD in UNEP (UNEP, 2001), je poročala o 27 potencialno nevarnih jezerih v Nepalu. V desetih od njih so se v zadnjih letih pojavili dogodki izlitja, nekatera pa so se po dogodku obnovila.

### Ledenik Thulagi
Ledenik Thulagi, ki je v zgornjem porečju reke Marsjangdi, je eden od dveh morsko-zajezenih jezer (nad-ledeniška jezera), označenih kot potencialno nevarno jezero. KfW, Frankfurt, BGR (Zvezni inštitut za geoznanost in naravne vire, Nemčija), je v sodelovanju z Oddelkom za hidrologijo in meteorologijo v Katmanduju izvedel študije o ledeniku Thulagi in ugotovil, da je celo ob predpostavki najslabšega primera katastrofalnega izbruha jezera je mogoče v bližnji prihodnosti izključiti. 

## Pomembni kraji
Večji kraji in mesta ob bregovih reke Kali Gandaki ali blizu njih, so Lo Manthang, Jomsom, Beni, Baglung, Kusma, Ridi, Dejghat, Bharatpur, Valmikinagar in Triveni. Reka je tudi zahodna meja narodnega parka Čitvan. Ob Nepalu reka nosi velike količine ledeniškega mulja, ki reki daje temno barvo. Reke Kali Gandaki, Maršjandi in Seti so priljubljeni pustolovski cilji.
Pomembna mesta v indijskem delu reke Gandak so Valmikinagar (Bhainsalotan) - lokacija Gandak Barrage, Bagaha, Bettiah, Harinagar (Ramnagar), Hadžipur (čez Ganges 10 km iz Patne) in Sonepur (znano tudi kot Harihar Kšetra), blizu Patne

## V tradicionalni in popularni kulturi
- Reka Gandaki je omenjena v starodavnem sanskrtskem epu Mahabharata.
- Njena evolucija je opisana v Šiva Purani, Kumarakhand, v poglavju o ubijanju Šankhaude.
- Prva epizoda The Living Planet, druga serija dokumentarnih filmov Davida Attenborougha, je postavljena v soteski Kali Gandaki.

## Narodni parki
Narodni park Čitvan v Nepalu in narodni park Valmiki v Indiji ležita drug ob drugem v bližini Valmikinagarja okoli jezera Gandak.

### Narodni park Čitvan
Narodni park Čitvan pokriva površino 932 kvadratnih kilometrov. Ustanovljen je bil leta 1973 in je najstarejši narodni park Nepala. Leta 1984 je dobil status svetovne dediščine. Leži v Čitvanu, eni od notranjih dolin Tarai v Nepalu. Park je bogat z rastlinskimi in živalskimi vrstami, vključno z bengalskimi tigri in eno od zadnjih populacij indijskih nosorogov (Rhinoceros unicornis). Dolina Čitvan  je bila kraj za lov na divjad in do leta 1951 lovski rezervat. V parku organizirajo vožnje s kanujem, pohode s sloni in vodene sprehode po džungli.

### Narodni park Valmiki
Narodni park Valmiki ali zatočišče Valmiki pokriva okoli 800 kvadratnih kilometrov gozda in je bil 18.rezervat za tigre ustanovljen v Indiji. Uvrščen je na četrto mesto po gostoti populacije tigrov. Valmikinagar leži skoraj 100 kilometrov od Bettiaha v najsevernejšem delu zahodnega okrožja Čamparan, Bihar, ki meji na Nepal. Valmikinagar je majhno mesto z raztresenimi bivališči, večinoma znotraj gozdnega območja in ima železniško postajo v okrožju Zahodni Čamparan, blizu železniške postaje Narkatiagani. Ima raznolike pokrajine, ki ščitijo bogate habitate za živali in rastlinske in živalske sestave s prvovrstnimi zaščitenimi mesojedci in je vključen v Nacionalni program ohranjanja projekta Tiger (National Conservation Programme of the Project Tiger) od leta 1994. 
Po poročilu Zoological Survey of India iz leta 1998 je bilo na zaščitenem območju 53 vrst sesalcev, 145 ptic, 26 plazilcev in 13 dvoživk  in rezervat tigra. 
Opazne vrste divje favne so: tiger, leopard, divji pes, divji prašič, bizon, medved, pav, jerebica, kljunorožci, hribovska majna (gracula religiosa indica), azijska belovrata štorklja (Ciconia episcopus), piton, krokodil, jelen, zambar (Rusa unicolor), nilgav (Boselaphus tragocamelus), muntjak (Muntiacus muntjak) in jelen Hyelaphus porcinus.
Po poročilu Botanical Survey of India iz leta 1998 je sedem vrst vegetacije sestavljene iz sedmih vrst gozdov; 84 vrst dreves (subtropska drevesa, kot so sal (Shorea robusta), tikovec, bambus in trs), 32 grmovnic in plezalk ter 81 zelišč in trav.

## Verski pomen

### Valmiki Ashram
Starodavni Valmiki ašram (puščavnikovo bivališče) in okoliški templji so v narodnem parku Čitvan v Nepalu, oddaljeni približno 7 km od Valmikinagarja. Dostopni so samo za romanje iz Valmikinagarja v bližini jezu na reki Gandak, tako iz Nepala kot iz Indije.
Rečeno je, da je Valmiki Rishi ('modrec') tukaj napisal velik ep Ramajana. Verjame se, da je tudi rojstni kraj Luv & Kuš (sinova Rama in njegove božanske žene Site). Puščavnikovo bivališče ima tudi znamenitost Sitov Falahar ('jedilnica'), mesto meditacije velikega modreca Valmikija, kraj, kjer je bil privezan konj Ašvamedha, Amrit (nektar nesmrtnosti), Kuan (izvir), Višnu Čakra (disk) in Havan (jadžna) Kund (sveti kvadratni objekt za izvajanje obredov ognja).
Na obrobju od 3 do 4 kilometre okoli Valmiki ašrama so pomembni templji:
- tempelj Džatašankar (Šiva),
- tempelj Nardevi (Sveta Kali) (oblika durge in
- Kalešvaran (avatar boga Šive).

Tempelj Triveni je nahaja preko reke Gandak v Nepalu, približno 3 km od jezu Gandak.

### Šaligram in Mukthinath
Amonitni fosili, zbrani iz korita reke Gandaki v kraju blizu Saligrame ali Muktinatha (dobesedno 'mesto odrešenja') v okrožju Mustang v Nepalu, so znani kot šaligrami ali šile in veljajo za anikonične predstavitve Višnuja. Ti so prvič v celoti omenjeni v Devi Bhagavathu.
To je sveto mesto za budiste, ki ga imenujejo Čumig Gjatsa, ki v tibetanščini pomeni 'Sto vod'. Mukthinath hindujci imenujejo Mukthiksehtra, kar dobesedno pomeni 'mesto odrešenja'.
Ti kamni so naravno oblikovani okrogli kamni, s krožnimi ali spiralnimi oznakami in so fosilni amonitni kamni, najdeni v rekah Himalaje, zlasti vrste oceanskih usedlin, ki so se dvignile na vrh Himalaje.
Med gorovjem Dhaulagiri in Anapurna reka Gandaki teče skozi vas Saligrama ali Muktinath in Ašrama Pulaha. V antičnih časih se je gorovje okoli Pulaha imenovalo Salagiris zaradi velikih gozdov sala. Kamni, najdeni na tem območju, se zato imenujejo Saligrama - Silas (kamne najdemo samo v regiji Saligrama). Imajo velik pomen za hindujce, zlasti za brahmane. Na romarskem mestu Muktinath (3710 m) se z začudenjem sprašuje o prisotnosti 108 majhnih slapov in skrivnostnih naravnih ognjev zemeljskega plina, ki jih častijo kot Džvalamukhi (v sanskrtu).
Za tibetanske budiste je Muktinath-Čumig Gjatsa kraj Dakinij, boginj, znanih kot 'nebeške plasalke'. Za budiste je zelo pomembno, da je Čumig Gjatsa eno izmed 24 tantričnih krajev.
Tibetanska budistična tradicija navaja, da je zaradi tega Guru Rinpoče, znan tudi kot Padmasambhaja, ustanovitelj tibetanskega budizma, razmišljal na Muktinathu na poti v Tibet. To je ena od 51 Šakti peetam.
Posebno mesto v toku reke, kjer kamni postanejo sveti, je znano kot Čakra-Tirtha. Svetost tega kraja naj bi se razširila na tri jodžane (24 milj) naokoli.
Obstaja pritok Čakra-nadi ali Džhong Khola, ki teče iz Muktinatha in se pridruži Kali Gandaki pri Kagbeniju. Ta pritok je opisan v Garuda purani, ki ga je ustvaril Brahma; Veliki vrh severno od reke naj bi vseboval prisotnost Višnuja. Vsi kamni, ki jih najdemo v reki in na gori, naj bi imeli oznake Višnuja. Celotno območje (vključno s potokom in pobočjem severno od Muktinatha) pokriva kar 12 jodžan (96 milj), po podatkih Puranica. Med kamni Saligrama so nekateri iz vode (džalaja), nekateri pa so z gore (sthaladža). Puranska besedila pričajo, da so sveti kamni tisto, kar najdemo v reki in ne tisto, kar se vzame iz njenih bregov.

### Nepali Mandir, Hajipur
To je edinstveno svetišče Šaivite blizu Hadžipurja, ki ga je v poznem srednjem veku (18. stoletje) naredil eden od vojaških poveljnikov Nepala. Tempelj prinaša svežo arhitekturo pagodnega sloga himalajskega kraljestva do ravnin Gangesa. Ta tempelj je zgrajen večinoma iz lesa. Druga značilnost tega templja je njegova fina lesena rezbarija, ki vključuje tudi druge, na splošno erotične prizore.

## Arheološka najdišča
Arheološko pomembni kraji okoli Valmikinagarja so Lauriya-Nandangarh in trdnjava Somešvar.
V bloku Lauria , približno 1 km vzhodno od Nandan Garha, leži Ašokov steber, izdelan iz enega bloka poliranega peščenjaka, visok 11 m, v premeru 90 cm v bazi in 55 cm na vrhu, ki naj bi bil starejši od 2300 let in je v odličnem stanju. Njegova masivnost in izvrstna obdelava prinašata osupljivo dokazilo o sposobnosti in virih zidarjev Ašokanovega obdobja. V vasi Rampurva, blizu Gandhijevega Bhhimarawa ašrama v bloku Gaunaha, so odkrili še dva taka stebra s kapiteli. Eden od kapitelov, bik je zdaj v Narodnem muzeju v New Delhiju, drugi pa je v muzeju Kalkuta.
V Nandan Garhu je tudi Baudh (Buda) stupa, izdelana iz opeke in visoka približno 24 m, v kateri je shranjen Budove pepel pogrebne grmade.
Trdnjava Somešvar je v pododdelku Narkatiaganj, blizu meje Nepala, na vrhu hriba Somešvar na nadmorski višini 879 m. Je v ruševinah, vendar so njeni ostanki dobro vidni.
Ašram Bhitiharava Mahatme Gandhija v bližini Gaunahe na vzhodnem koncu rezervata Valmiki. To je vas v bloku Gaunaha v Biharju, od koder je Gandhi začel svoje gibanje za svobodo, ki je v zgodovini Indije postalo znano kot Champaran Satyagraha. V vasi je koča, ki se imenuje ašram in je postala mesto gandijskega romanja.

### Jame v Mustangu
Jame v Mustangu so zbirka približno 10.000 umetnih jam, izkopanih v dolinah okrožja Mustang v Nepalu. Jame ležijo na strmih stenah doline blizu reke Kali Gandaki v Zgornjem Mustangu. Več skupin arheologov in raziskovalcev je raziskalo te izkopane jame in odkrilo delno mumificirana človeška telesa in okostja, ki so stara vsaj 2000 do 3000 let. Raziskovanje teh jam je pri konzervatorjih in arheologih  vodilo tudi do odkritja dragocenih verskih slik, skulptur, rokopisov in številnih artefaktov iz 12. do 14. stoletja. 

## Možen razvoj

### Razvoj vodne energije

#### Nepal
Samo v Nepalu ima Sapta Gandaki ogromen hidroenergetski potencial 20.650 MW (gospodarski potencial izkoriščanja je 5270 MW) od skupnega ocenjenega potenciala 83.290 MW (ekonomsko izkoriščen potencial je 42140 MW). Država je doslej uspela ustvariti le okoli 600 MW vodne energije, od katerih projekti bazena Gandaka prispevajo več kot 266 MW, približno 44 %. Projekti hidroelektrarn so Trišuli v Nuwakotu (21 MW), Devighat v Nuwakotu (14 MW), Pokhra (1 MW) in zahodni Gandak HEP, v Nawalparasi (15 MW), Marsyangdi na Tanahu (69 MW), Kali Gandaki v Syanja (144 MW) in Sjange (2 MW). Srednji projekt HE Marsyangdi (70 MW) v Lamjungu je v zaključni fazi gradnje. V bližnji prihodnosti je na vidiku več velikih projektov. Ker je vlada Nepala zdaj upoštevala prednost sodelovanja zasebnega sektorja pri večplastnem pristopu, se bo hitrost razvoja hidroenergije pospešila.
Velika indijska družba je z nepalskim podjetjem sklenila nakup delnic in sporazum o skupnem nastopu, da bi pridobila 80-odstotni delež Nepalske družbe za razvoj zgornjega HEP Marsyangdi (250 MW). Doseganje potencialne potrebe po gospodarskem izkoriščanju ne bi bilo več samo privid. 
Po poročanju vlada Nepala izvaja več drugih večjih projektov z udeležbo zasebnega sektorja na podlagi IPP.

#### Indija
Teren reke Gandak v Indiji je večinoma ravnina, zato nima možnosti za velike hidroelektrarne.

### Razvoj namakanja - Nepal in Indija
Projekt Gandak v Valmikinagarju (Bhainsaloton) prestreže vodo v povodju 37.410 km - 90% območja je v Nepalu, ostalo v Indiji. Sporazum med vlado Nepala in indijsko vlado o projektu namakanja in energije podpisan v Katmanduju 4. decembra 1959 in je stopil v veljavo ob podpisu (nekoliko spremenjen leta 1964, obsega pregrado, regulatorje kanalske vode in druga pripadajoča dela, približno 33 m pod obstoječim regulatorjem kanala Triveni in za odstranitev kanalskih sistemov za namene razvoja namakanja in moči za Nepal in Indijo. V tem sporazumu je bila leta 1964 sprejeta določena sprememba za zaščito nepalskih pravic. V osnovi obstaja dogovorjeni delež vode za zahodni sistem kanalov, vključno z elektrarno v Nepalu in vzhodnim sistemom kanalov. Kot del tega dvostranskega sporazuma je bila zgrajena pregrada Gandak, ki je del Projekta Gandak (1968/69.) Nad reko Gandak zaradi zagotavljanja namakanja v Nepalu, Uttar Pradešu in Biharju. Namakalni potencial tega projekta je 11.510 kvadratnih kilometrov, razširjen v okrožju Zahodni Čamparan, Vzhodni Čamparan, Muzaffarpur, Samastipur, Saran, Sivan in Gopalganj. Projekt vzhodnega kanala Gandak je bil sprejet leta 1960 in sistem glavnega kanala dokončan leta 1975 za namakanje v Nepalu za območje ocenjeno na 419 km2. 
Hidroelektrarna z instalirano zmogljivostjo 15 MW je bila zgrajena in narejena na prehodu do vzhodnega kanala Gandak. 

### Obvladovanje poplav - Nepal in Indija
Obvladovanje poplav ni namenjeno popolni odpravi ali nadzoru poplav ali zagotavljanju popolne imunitete pred učinki vseh velikosti poplav, kar ni niti praktično izvedljivo iz ekonomskih razlogov niti celo nujno, ob upoštevanju drugih realnosti, s katerimi se sooča indijski kontekst. Cilj obvladovanja poplav je torej večplastna strategija, ki sega od spreminjanja poplav s strukturnimi ukrepi do učenja življenja s poplavami z drugimi ne strukturnimi ukrepi. Ukrepi za zaščito pred ekstremnimi poplavami, ki so manj pogoste, so le redko ekonomsko izvedljivi. Izraz obvladovanje poplav se nanaša na zagotavljanje primerne stopnje zaščite pred poplavami z ukrepi za ublažitev ponavljajočega se opustošenja zaradi poplav. To se dogaja na poplavnih ravnicah reke Gandak v Biharju in Uttar Pradešu. 

## Plovba
Nepal je izvedel študije o izvedljivosti plovnosti reke Gandaki. Študije kažejo, da je to izvedljivo le v spodnjih delih, povezati to z indijsko avtocesto številka 1 od Allahabada do Haldie in upoštevati neugodne razmere, ki bi se lahko pojavile zaradi povečanega namakanja zaradi uporabe v suhih letnih časih, ki bi lahko omejila raven reke za ohranitev možne plovbe.